# Mogote

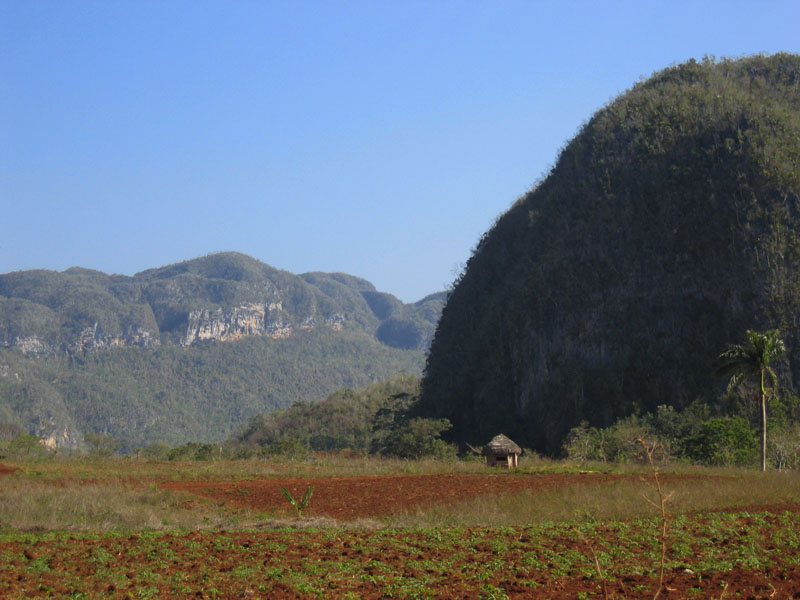
Mogotes in de Viñales Valley, Cuba.

Mogotes zijn geologische verschijnselen te zien in de Caraïben, voornamelijk op het eiland Cuba. Ze verschijnen als heuvels van kalksteen die normaal voorkomen in gebieden met tropische of subtropische regenval.
Kenmerkend voor de mogotes is de toren-achtige vorm. De hoogte van deze torens is vaak minder dan 25m; de diameter ligt tussen de 10 en 200 meter. De structuur vormen zijn langwerpig met een uitgesproken, lange verticale as. Ze zijn geclassificeerd als kegelkarst. De lagen zijn oorspronkelijk gevormd in ondiep water, daarna zijn ze 'gevouwen' tijdens de gebergtevorming. Opwaartse tektonische bewegingen hebben ervoor gezorgd dat de kalksteenlagen aan de oppervlakte kwamen waar zij aan regen, wind en golfenergie blootgesteld werden.

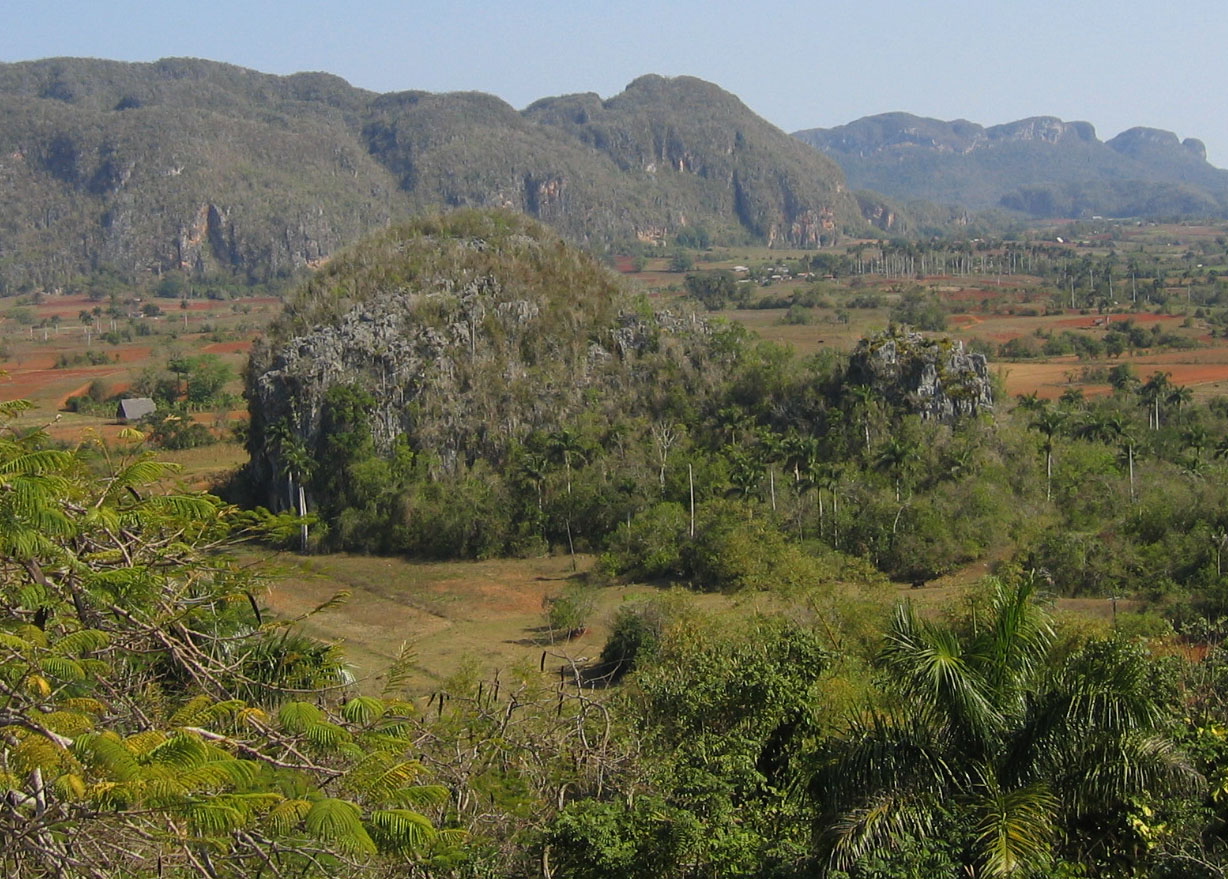
Twee mogotes met hun typische vormen.
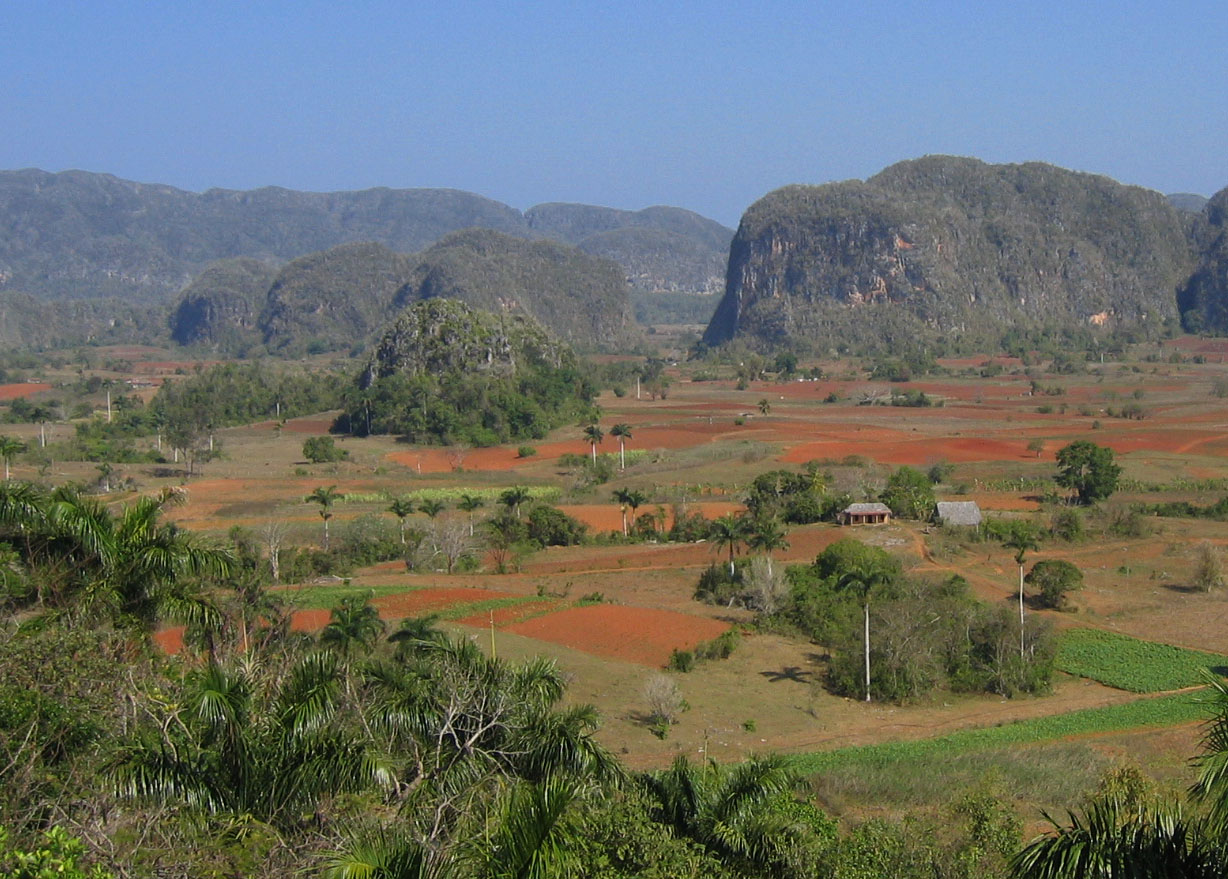
De Viñales Valley in Pinar del Río, Cuba.
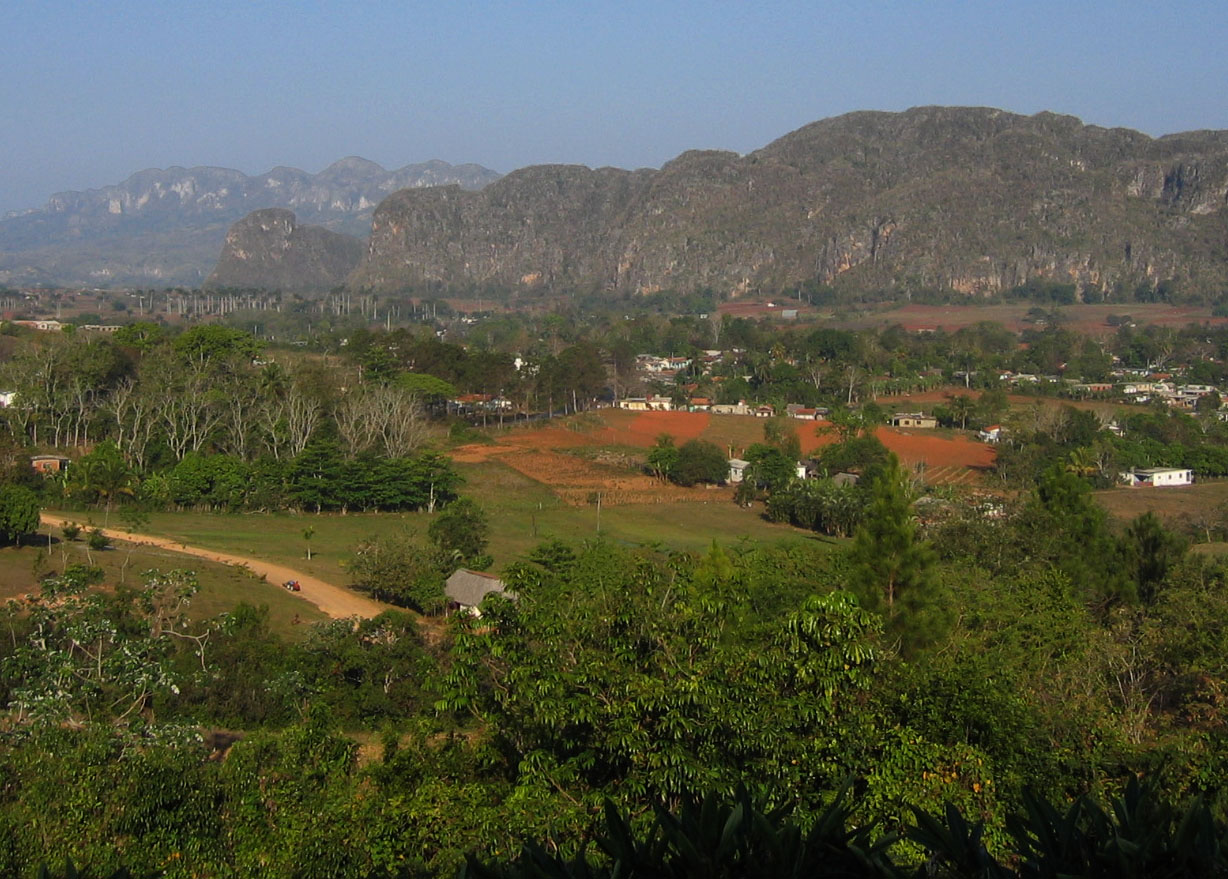
Oostelijk zicht op de mogotes inViñales.